# Geuzestekerij

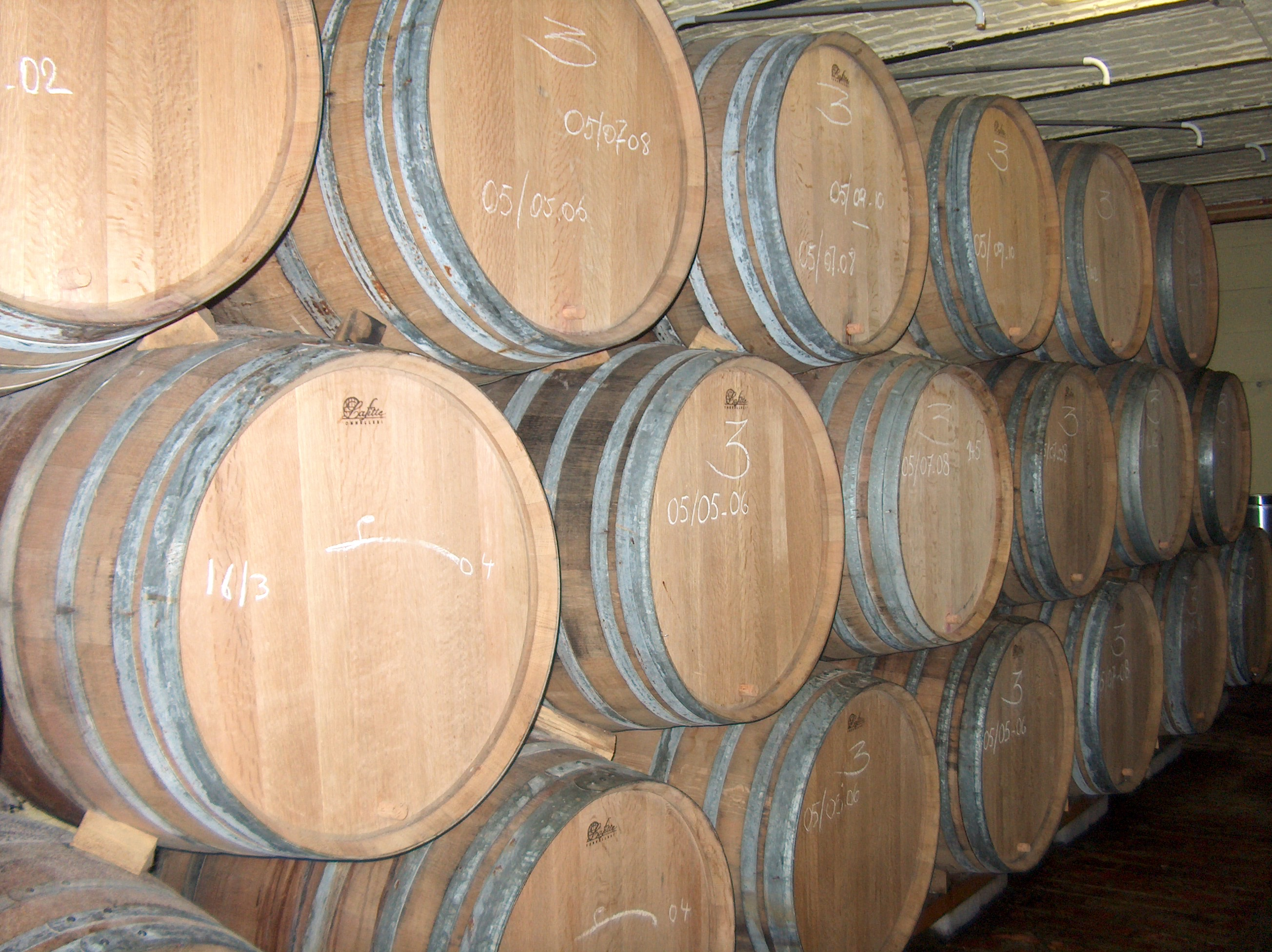
(1) Vaten lambiek in het magazijn van stekerij Hanssens, de datum links op het vat is de datum waarop het vat gevuld werd, de gestileerde L is een aanduiding van de brouwerij die het vat vulde.

In een geuzestekerij wordt geuze gestoken. Geuze steken slaat op het versnijden (of mengen) van jonge en oude lambiek.
De jonge en oude lambiek zijn vaak afkomstig uit verschillende brouwerijen, en hierdoor kan de geuzesteker zijn eigen accent meegeven aan door hem gestoken geuze. Nadat de lambiek versneden is gist hij - dankzij de suikers in de jonge lambiek - nog een tot twee jaar verder op fles. Het uiteindelijke alcoholpercentage van dergelijke geuze is 5% à 6,5%, en het suikerpercentage van (oude) geuze is minder dan 0,2%.

## Steken

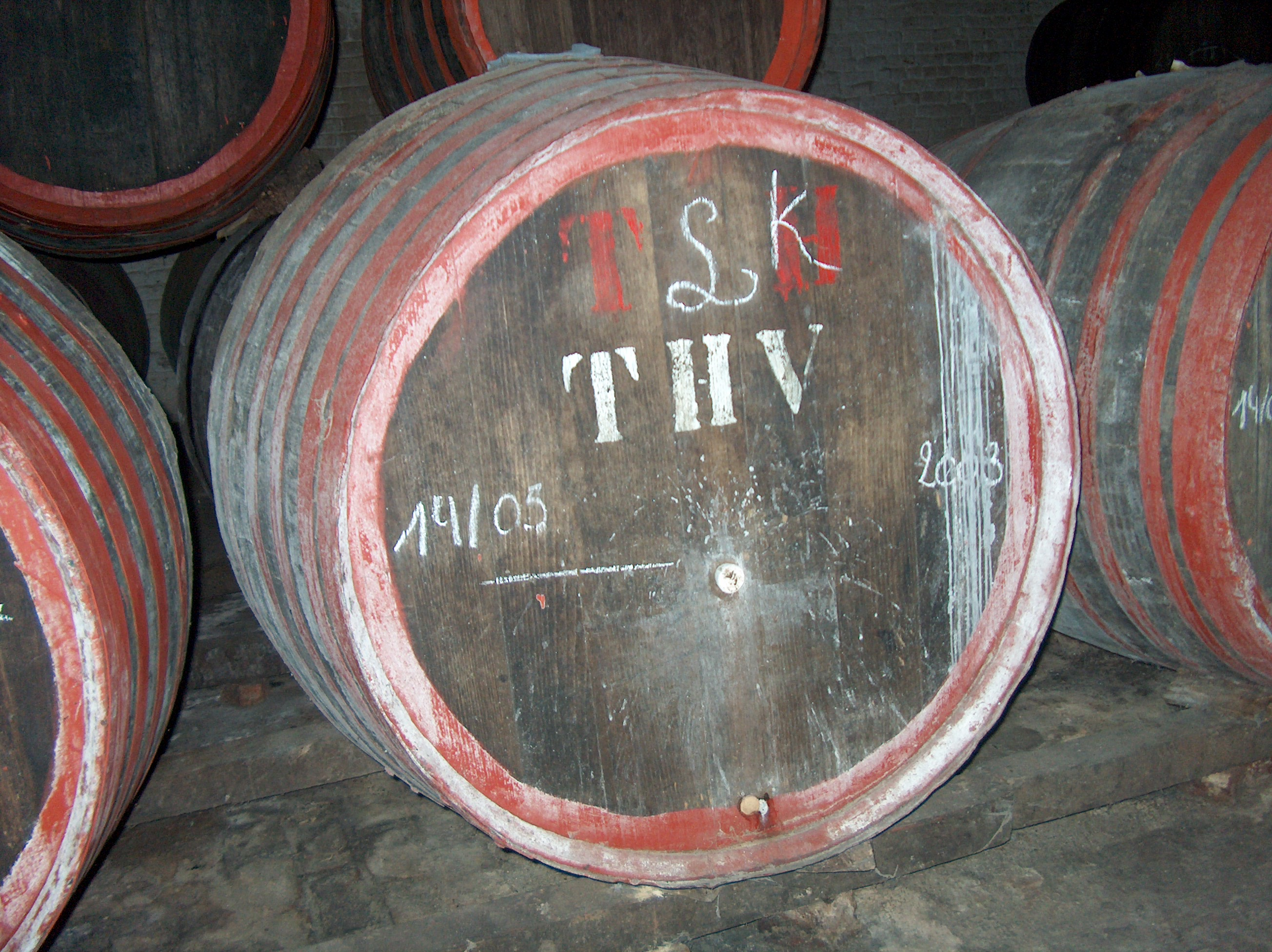
(1) De K op het vat duidt aan dat op dit vat krieken zijn gestoken

1. In een eerste stadium komt de nieuwe lambiek toe van de verschillende brouwerijen, deze wordt dan opgeslagen in het magazijn van de steker. Het is hierbij van belang dat er een constante temperatuur heerst in het magazijn.
2. Nadat de lambiek voldoende verouderd is (3 maanden tot 1 jaar voor jonge, en 3 jaar voor oude) mengt de geuzesteker de verschillende soorten in grote vaten.
3. Nadat de lambiek versneden is wordt hij op flessen getrokken. Doordat geuze verder gist op flessen moeten de flessen zeer stevig zijn. Traditionele flesjes waren hier vroeger niet voor geschikt met uitzondering van champagneflessen. Geuzestekers kochten dus oude champagneflessen op in restaurants om deze te hervullen met geuze. Aan het begin van de 20e eeuw werd geuze dusdanig populair dat door de vraag de prijs van oude champagneflessen steeg, als antwoord hierop werd er statiegeld gevraagd voor de geuzeflessen.

Geuze heeft traditioneel ook een champagnekurk om de hoge druk tegen te houden die op de fles wordt uitgeoefend.

## Spinnen

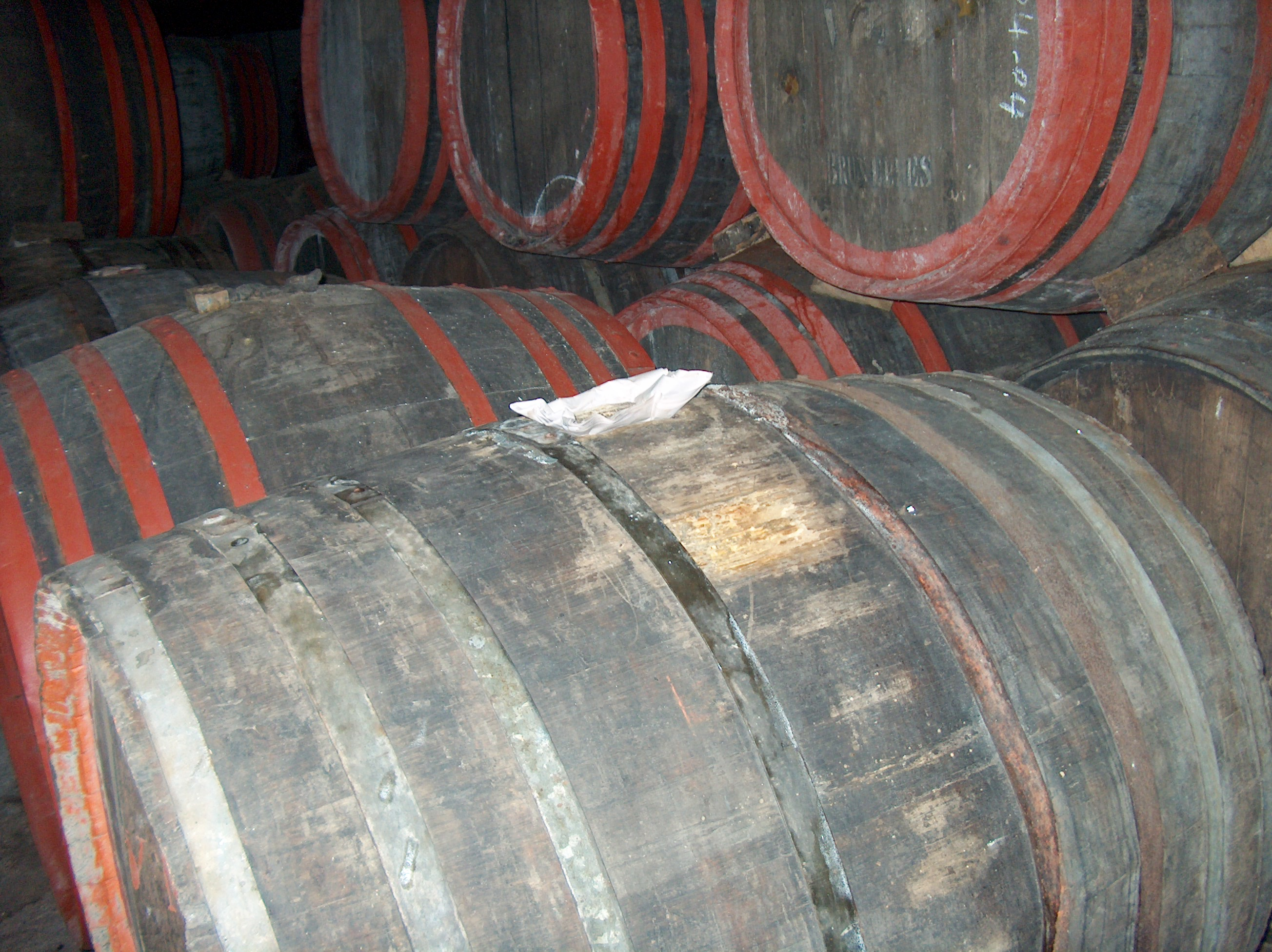
(1) De jonge lambiek is nog niet uitgegist, om te voorkomen dat de tonnen ontploffen wordt een stukje stof in het plofgat gestoken waardoor de gasoverdruk kan verdwijnen, maar er geen verontreiniging kan plaatsvinden met de lambiek in de ton

In een geuzestekerij zijn veel spinnenwebben te vinden. Dit heeft niets te maken met een gebrek aan hygiëne in de stekerij, maar met het nuttige werk dat de spinnen verrichten. Op de geur van gistend bier komen veel fruitvliegjes af en de spinnen houden deze plaag met hun webben onder controle. Een geuzesteker zal dan ook in zijn magazijnen nooit een spin doodtrappen.

## Lijstje van geuzestekerijen

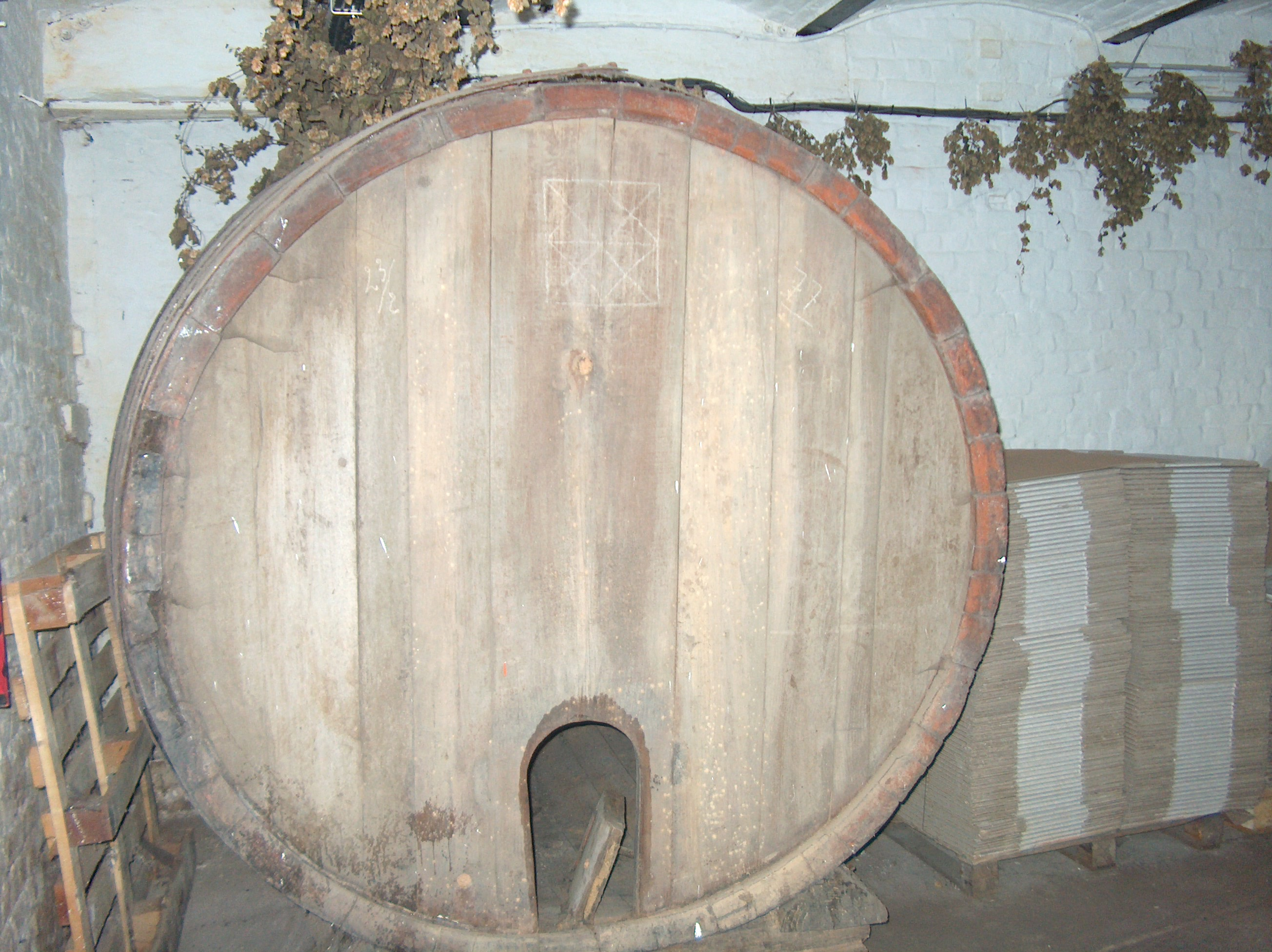
(2) Een oud steekvat, door het gat in de bodem kon iemand in het vat komen wanneer dit gereinigd moest worden

Er bestaan momenteel vijf echte geuzestekerijen in België. Andere producenten van geuze zijn tevens brouwerij.
- Geuzestekerij Bokke, Hasselt
- Geuzestekerij De Cam, Gooik
- Restaurant De Smidse, Alsemberg
- Geuzestekerij Eylenbosch, Huizingen
- Hanssens Artisanaal, Dworp